# 삼보 (인종)

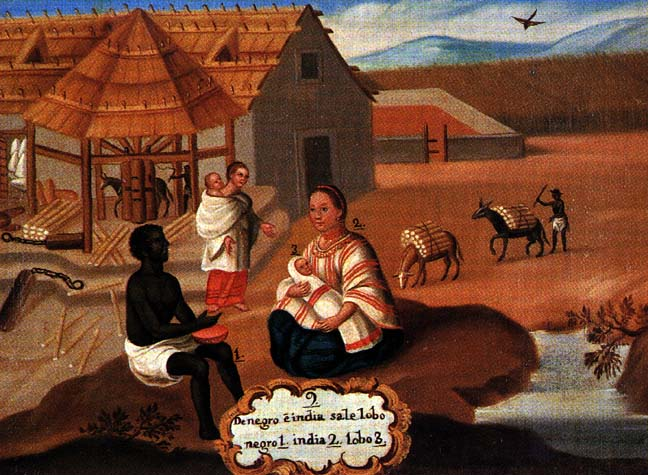

삼보(스페인어: Sambo, 문화어: 쌈보) 또는 카푸주(포르투갈어: Cafuzo)는 아프리카계 흑인과 아메리카 토착민의 혼혈 인종을 말한다. 현재 중남미의 주요 3가지 인종 중 하나로, 잠보(Zambo)라고도 한다. 다른 두 인종으로는 메스티소(Mestizo)와 물라토(Mulato)가 있다.

## 다른 뜻
공식 페루 부왕령 기준에서는 흑인과 인디오의 혼혈을 치노라 하여 별도의 범주로 분류하였고, 여기서 삼보는 흑인과 인디오가 아니라 흑인과 물라토의 혼혈을 가리키는 말이었다.

## 같이 보기
- 블랙 세미놀
- 아메리카 원주민
- 메스티소
- 물라토